# يوهان جورج بيك
يوهان جورج بيك (بالألمانية: Johann Georg Beck)‏ هو نقاش أطباق نحاسية ‏ وفنان ألماني، ولد في 24 أبريل 1676 في آوغسبورغ في ألمانيا، وتوفي في 7 أغسطس 1722 في براونشفايغ في ألمانيا.